# Йолебокафльод
Йолебокафльод (Jólabókaflóðið, ISL. букв. «рождественский поток книг») — исландская традиция дарить друг другу книги в преддверии Рождества. Благодаря этой традиции за несколько предрождественских месяцев на книжном рынке страны выходит огромное количество новых наименований книг, так что праздник стал также и национальной издательской традицией.
Уже в начале ноября Ассоциация издателей Исландии рассылает бесплатный каталог — Bókatíðindi — по всем домам. Каталог полезен при выборе подарков для семьи и друзей, поскольку в нём собраны данные о вышедших книгах за весь год. В этот период большинство издателей зарабатывают много денег, а книги просто наводняют Исландию. Они продаются практически в каждой торговой точке, в том числе в продуктовых магазинах.
Кульминацией традиции становится вечер 24 декабря, когда исландцы обмениваются книжными подарками с членами своей семьи. При этом книги часто сопровождаются конфетами, а вечером все с удовольствием читают и едят сладости под тёплым одеялом .
Традиция возникла в связи с экономическим кризисом Второй мировой войны. Очень плохие условия жизни не позволяли исландцам покупать подарки. Несмотря на рост цен, бумага в Исландии оставалась недорогим сырьем, что обеспечивало невысокие цены на книги. Книга стала основным подарком, который исландцы дарили друг другу в то время. Этот обычай сохранился до сих пор.
Также благодаря традиции йолебокафльода Исландия — страна с очень высоким уровнем читательской аудитории. Также высок процент пишущих людей. Подсчитано, что каждый десятый исландец опубликовал собственную книгу .